# Christel Schaldemose
Christel Schaldemose (født 4. august 1967 i Odense) er en dansk cand.mag. og politiker, der er medlem af Europa-Parlamentet, valgt for Socialdemokratiet. Hun er siden 2024 er en af parlamentets 14 næstformænd.
Tidligere har hun været gruppeformand for den socialdemokratiske delegation i Europa-Parlamentet.

## Biografi
Christel Schaldemose kommer fra Fyn, har i en kort periode boet i Sverige og er i dag bosat på i Frederiksberg. Hun er cand.mag i historie fra Syddansk Universitet i Odense. I 1992 blev hun amtskonsulent i AOF, fra 1994 forbundskonsulent. Fra 2001-2006 var hun sekretariatsleder for Dansk Folkeoplysnings Samråd.
Hun var formand for DSU i Søndersø 1983-1984, DSU i Fyns Amt 1985-1989 og medlem af DSU's hovedbestyrelse 1985-1989. Hun var folketingskandidat for Socialdemokraterne 1999-2003 og 2005-2008. Christel Schaldemose er gift med Ib Lindstrøm og har tre børn. Familien bor på Frederiksberg.

## Medlem af Europa-Parlamentet
I 2006 afløste Christel Schaldemose Henrik Dam Kristensen som medlem af Europa-Parlamentet. Hun overtog Henrik Dam Kristensens pladser i Kulturudvalget og Udvalget for det Indre Marked og Forbrugerbeskyttelse. Hun fik sit eget mandat ved valget den 7. juni 2009, hvor hun blev valgt som nummer 2 af de fire socialdemokrater med 43.855 personlige stemmer. Ved valget i 2014 blev hun genvalgt som nummer 2 af de tre socialdemokrater med 64.495 personlige stemmer.
Ved valget i 2024 var hun Socialdemokratiets spidskandidat. Det var første gang, partiet stillede med en kvinde i front. Socialdemokratiet beholdt sine tre mandater, men måtte på procent se sig overhalet af SF, der blev det største parti. Socialdemokratiet gik 5,9 procentpoint tilbage, hvilket ifølge Schaldemose ikke var tilfredsstillende. Statsminister og partiformand Mette Frederiksen udlagde nederlaget som en konsekvens af, at vælgerne ikke er begejstrede for SVM-regeringen.

### Udvalg
Fra 2024 til 2029 er hun medlem af Europa-Parlamentets Præsidium, Udvalget om det Indre Marked og Forbrugerbeskyttelse, Det Særlige Udvalg om Det Europæiske Demokratiskjold og Delegationen for Forbindelserne med Japan.
Forbrugerbeskyttelse, miljø, klima og sundhedspolitik er hendes mærkesager.

## Politisk virke
Christel Schaldemose er medlem af Socialdemokraterne, og er som de andre danske socialdemokrater i Europa-Parlamentet medlem af Gruppen for Det Progressive Forbund af Socialdemokrater i Europa-Parlamentet.

### Onlinegambling
Christel Schaldemose var i 2008 ophavskvinde til en rapport om Europa-Parlamentets holdning til onlinegambling. Betænkningen opfordrer medlemslandene til at indføre bedre kontrol af aldersgrænserne på online-spillesteder og til at yde en ekstra indsats overfor ludomani. Betænkningen blev stemt igennem med stort flertal (544 for). Den opstiller følgende fire prioriteter på onlinegambling-området:
1. Retten til national lovgivning på området, også hvor det kommer i konflikt med det indre marked
2. En politisk frem for juridisk afklaring af det europæiske online-spillemarked
3. Fælles europæiske standarter for, hvordan man forhindrer svindel på online-spillesider
4. Påbegynde yderligere forskning i sammenhængen mellem onlinegambling og ludomani, samt sammenhængen mellem reklame og mindreåriges spilforbrug

### Produktsikkerhedsdirektivet
Christel Schaldemose er rapporteur på en egeninitiativrapport om, hvad der skal prioriteres i den kommende revision af produktsikkerhedsdirektivet. Her arbejder Christel blandt andet for større sikkerhed for produkter, der henvender sig til børn og andre svage grupper. Desuden håber hun på at få indført bedre markedsovervågning og et indrapporteringssystem, der skal gøre det muligt hurtigt at fjerne farlige produkter fra markedet. 

### Forbud mod sælskindsprodukter
Christel Schaldemose var blandt de største fortalere for et forbud mod importen og handel med sælskind og sælskindsprodukter. Forbuddet blev vedtaget i Europa-Parlamentet den 5. maj 2009 efter en mediestorm omkring bestialske jagtmetoder i sælskindsindustrien. Forbuddet indeholdt en særlig inuit-undtagelse. Den tillader inuitter i Canada og Grønland, som har en særlig kulturel tradition for sæljagt, at jage sæler.

### Dieselgate
I 2016 blev Christel Schaldemose som den eneste dansker medlem af Europa-Parlamentet specialudvalg, EMIS, der skulle undersøge, hvordan dieselgate kunne ske, og komme med anbefalinger til nye regler, der kan forhindre en lignende skandale i fremtiden.
Da udvalget havde færdiggjort sit arbejde efter et år, blev Christel Schaldemose de 189 europæiske socialdemokraters ordfører og forhandler på den nye lovgivning. Den lovgivning blev endelig stemt igennem den 19. april 2018. Den betyder blandt andet mere kontrol, hvor bilfabrikanter kan blive idømt bøder på op til 30.000 euro pr. bil, hvis de bliver taget i at snyde i fremtiden.